# Takasaki
Takasaki (高崎市 -shi) é uma cidade japonesa localizada na província de Gunma.
Em 2003 a cidade tinha uma população estimada em 241 512 habitantes e uma densidade populacional de 2,181,29 h/km². Tem uma área total de 110,72 km².
Recebeu o estatuto de cidade a 1 de Abril de 1900.

## Cidades-irmãs
- Higashikurume, Japão
- Battle Creek, Estados Unidos
- Santo André, Brasil
- Poços de Caldas, Brasil
- Pilsen, República Checa
- Muntinlupa, Filipinas
- Xangai, China